# Bonoua, Coasta de Fildeș
Bonoua este o comună din regiunea Sud-Comoé, Coasta de Fildeș.